# Hornafjörður (fiordo)
Hornafjörður (fiordo) è un fiordo situato nel settore orientale dell'Islanda.

## Descrizione
Hornafjörður è un fiordo situato nella regione dell'Austurland, nei fiordi orientali. È posizionato sulla costa meridionale.
Il fiordo è situato a ovest del villaggio di Höfn ed è quasi separato dal mare aperto dal cordone litorale Suðurfjörur. La parte interna di questo fiordo è chiamata Hornafjörðurfljót (baia del Hornafjörður) e vi vanno a sfociare i due fiumi glaciali Austurfljót e Suðurfljót, che si originano dalla lingua del ghiacciaio Hoffellsjökull, a est dell'esteso Vatnajökull. L'Hornafjörður e l'Hornafjörðurfljót penetrano insieme per 15 chilometri nell'entroterra e hanno una larghezza fino a 4 km.

## Insediamenti
Gli insediamenti a Höfn (in lingua islandese significa: porto) sono iniziati nel 1897 quando il mercante Ottó Tulinius e sua moglie Valgerður Friðriksdóttir vi si trasferirono. Höfn divenne poi un centro commerciale e anche l'unico insediamento nella contea di Austur-Skaftafellssýsla.
Il fiordo ha dato il nome al villaggio omonimo di Hornafjörður, che è l'unico comune della contea di Austur-Skaftafellssýsla, nato dalla fusione di piccoli villaggi.

## Storia
Nel 1924 Hornafjörður è stato utilizzato come scalo in Islanda della prima circumnavigazione aerea del mondo.

## Vie di comunicazione
La Hringvegur, la grande strada statale ad anello che contorna l'intera Islanda, non passa ancora per il fiordo. Si sta valutando la costruzione di un ponte per permettere l'accesso.